# Domingo Ram y Lanaja
Domingo Ram y Lanaja (Alcañiz, ? - Roma, 25 de abril de 1445) fue un religioso, político y diplomático aragonés, cardenal, arzobispo de Tarragona, obispo de Huesca y Lérida, virrey de Sicilia y compromisario en el Compromiso de Caspe.

## Biografía
Fue hijo de Blas Ram, Consejero de Estado de Pedro IV y Comendador de Monzón, y de Aldonza Lanaja.  
En 1394 era prior de la colegiata de Alcañiz y al año siguiente prior de la iglesia del Salvador de Zaragoza.
En 1410 fue nombrado obispo de la diócesis de Huesca (que incluía la actual diócesis de Jaca) por Benedicto XIII. 
Muerto sin descendencia el rey Martín I de Aragón en 1410, Ram fue uno de los tres representantes del Reino de Aragón que en 1412 participaron en la firma del Compromiso de Caspe, donde Fernando de Antequera fue elegido rey.
En 1415 fue comisionado a Nápoles para ajustar los detalles del matrimonio entre el infante Juan de Aragón y la reina Juana de Nápoles, boda que no llegó a celebrarse, pues la reina napolitana se casó finalmente con el francés Jaime de Borbón-La Marche.  
Ese mismo año fue transferido a la diócesis de Lérida, donde uno de sus vicarios fue Alfonso de Borja, que posteriormente sería elegido papa.  En 1416 fue nombrado virrey de Sicilia junto con Antonio de Cardona, cargo que desempeñó durante tres años.
Fue creado cardenal en secreto por el papa Martín V en el consistorio celebrado en 1426; proclamado en 1430, recibió el título de San Juan y San Pablo.
Arzobispo de Tarragona desde 1434, participó como embajador del rey Alfonso V en el Concilio de Basilea; su oposición a la destitución de Eugenio IV motivó su relevo de la sede de Tarragona, pero fue restituido en la archidiócesis poco después ese mismo año. Poco antes de morir, Eugenio IV le nombró obispo de la diócesis suburbicaria de Porto y Santa Rufina el 7 de marzo de 1444. Está enterrado en la Archibasílica de San Juan de Letrán.
| Predecesor: Juan de Tauste             | Obispo de Huesca 1410 - 1415                              | Sucesor: Fray Avinio                                                  |
| Predecesor: Pedro de Cardona           | Obispo de Lérida 1415 - 1434                              | Sucesor: García Aznárez de Añon                                       |
| Predecesor: Gonzalo Fernández de Híjar | Arzobispo de Tarragona 1434 - 1445                        | Sucesor: Pedro Ximénez de Urrea                                       |
| Predecesor: Juan de Peñafiel           | Virrey de Sicilia (junto con Antonio Cardona) 1416 - 1419 | Sucesor: Antonio Cardona Fernán Velázquez de Cuéllar Martín de Torres |
| Predecesor: Branda Castiglione         | Cardenal obispo de Porto-Santa Rufina 1444 - 1445         | Sucesor: Francesco Condulmer                                          |